# Лентов крайт
Лентовият крайт (Bungarus fasciatus) е вид змия от семейство Elapidae. Видът не е застрашен от изчезване.

## Разпространение и местообитание
Разпространен е в Бангладеш, Бруней, Бутан, Виетнам, Индия (Андхра Прадеш, Аруначал Прадеш, Асам, Бихар, Джаркханд, Западна Бенгалия, Мадхя Прадеш, Манипур, Махаращра, Мегхалая, Мизорам, Нагаланд, Ориса, Утар Прадеш и Утаракханд), Индонезия (Калимантан, Суматра и Ява), Камбоджа, Китай, Лаос, Малайзия, Мианмар, Сингапур и Тайланд.
Обитава тропически райони, градски и гористи местности, възвишения, поляни и храсталаци.

## Описание
Продължителността им на живот е около 13,2 години. Популацията на вида е стабилна.